# ائتلاف راست میانه (ایتالیا)
ائتلاف راست میانه ایتالیا (ایتالیایی: coalizione di centro-destra) یک ائتلاف سیاسی از احزاب سیاسی ایتالیا است که از ۱۹۹۴ به رهبری سیلویو برلوسکونی به فعالیت پرداخته است. طی دهه ۲۰۱۰ احزاب راست میانه به طرق مختلفی ائتلاف کرده اند و در سال ۲۰۱۸ برخی به دولت ائتلافی و برخی اپوزیسیون پیوستند. در انتخابات عمومی ایتالیا (۲۰۲۲) این ائتلاف به رهبری جورجا ملونی برنده اکثریت نسبی کرسی های پارلمان ایتالیا شد.